# Еммі Герінг
Емма Йоганна Генні «Еммі» Зоннеманн (нім. Sonnemann), у шлюбі Ґерінг (нім. Emma Johanna Henny "Emmy" Göring; 24 березня 1893, Гамбург, Німеччина — 8 червня 1973, Мюнхен, Баварія, Німеччина) — німецька акторка, негласна «перша леді» Третього Рейху, автобіографістка.

## Життєпис
Народилася 24 березня 1893 року у Гамбурзі. Після навчання у школі стала акторкою Національного театру у Веймарі. 13 січня 1916 року одружилася з актором Карлом Кьостліном. Згодом сказала, що у цьому шлюбі її стосунки з чоловіком були більше схожі на дружбу, ніж на відносини між чоловіком і дружиною. Розлучились у 1926.
10 квітня 1935 року одружилася з Германом Герінгом, чия перша дружина Карін померла у жовтні 1931. Еммі Зоннеман увійшла націонал-соціалістичної робочої партії 1938 року. 2 червня 1938 року народила доньку Едду.
До Другої світової війни Герінг брала активну участь у житті партії, тому її часто називали «першою леді Третього Рейху», адже Гітлер тоді не мав дружини. Через це у неї виникла ворожнеча із коханкою Гітлера Євою Браун.
Після закінчення Другої світової війни засуджена до одного року позбавлення волі. 30% відсотків її майна було конфісковано. Також їй було заборонено грати у театрі впродовж 5 років. Після звільнення із в'язниці Герінг разом із донькою проживала у маленькій квартирі в Мюнхені.

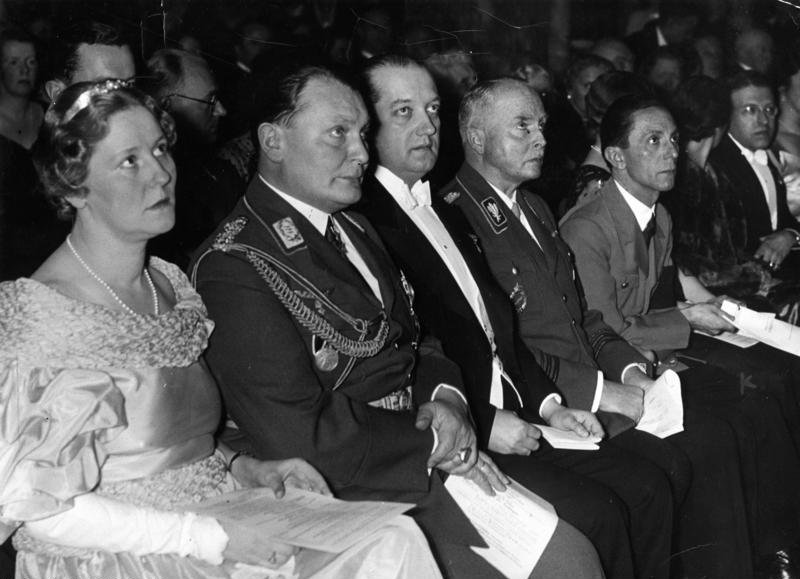
Еммі Зоннеман на відкритті Німецько-польського інституту (лютий 1935).

Останні роки життя страждала від ішіасу.
Написала книгу про Германа Герінга «An der Seite meines Mannes» (1967), перекладену англійською мовою.
Еммі Герінг померла 8 червня 1973 року у віці 80-ти років. Похована у Мюнхені на кладовищі Вальдфрідгоф.

## Вибрана фільмографія
- Goethe lebt…! (1932);
- Wilhelm Tell — Das Freiheitsdrama eines Volkes (1934) у ролі Хедвіг, дружини Телля;
- Guillaume Tell (1934);
- Oberwachtmeister Schwenke (1935) у ролі Рени, дружини головного героя.